# Liste der Schwimmweltrekorde über 4 × 100 Meter Lagen
Die Schwimmweltrekorde über 4 × 100 Meter Lagen sind die besten in der Schwimmdisziplin 4 × 100 m Lagen geschwommenen Zeiten. Sie werden vom internationalen Schwimmverband FINA anerkannt. Weltrekorde werden getrennt für Langbahnen (50 m) und Kurzbahnen (25 m) und getrennt für Männer und Frauen geführt. Im Folgenden wird die Weltrekordentwicklung seit dem jeweils ersten anerkannten Weltrekord aufgelistet.

## Langbahnweltrekorde Männer
| Nr. | Sportler                                                                 | Nation      | Zeit     | Datum              | Ort            |
| --- | ------------------------------------------------------------------------ | ----------- | -------- | ------------------ | -------------- |
| 1   | Gustaf Hellsing, Lennart Brock, Roy Dahl, Hakan Westesson                | Schweden    | 04:39,2  | 22. Februar 1953   | Helsingborg    |
| 2   | Gilbert Bozon, Pierre Dumesnil, Maurice Lusien, Alex Jany                | Frankreich  | 04:32,2  | 22. März 1953      | Charleroi      |
| 3   | A. Violas, Pierre Dumesnil, Julian Arene, Aldo Eminente                  | Frankreich  | 04:31,5  | 1. April 1953      | Troyes         |
| 4   | Gustaf Hellsing, Lennart Brock, Göran Larsson, Per-Olof Östrand          | Schweden    | 04:30,8  | 17. April 1953     | Lund           |
| 5   | Gustaf Hellsing, Lennart Brock, Göran Larsson, Per-Olof Östrand          | Schweden    | 04:27,8  | 24. April 1953     | Borås          |
| 6   | Wiktor Lopatin, Wladimir Minaschkin, Pjotr Skriptschenkow, Lew Balandin  | Sowjetunion | 04:24,8  | 13. Mai 1953       | Moskau         |
| 7   | Wiktor Solowjow, Wladimir Minaschkin, Pjotr Skriptschenkow, Lew Balandin | Sowjetunion | 04:21,3  | 26. Januar 1954    | Moskau         |
| 8   | G. Kuvaldin, Wladimir Minaschkin, Wladimir Struschanow, Lew Balandin     | Sowjetunion | 04:14,8  | 14. August 1956    | Moskau         |
| 9   | Katsuki Ishikara, Masaru Furukawa, Kazuo Tomita, Takashi Ishimoto        | Japan       | 04:17,8  | 7. September 1957  | Tokio          |
| 10  | Keiji Hase, Takashi Ishimoto, Masaru Furukawa, Manabu Koga               | Japan       | 04:17,2  | 28. Mai 1958       | Tokio          |
| 11  | Keiji Hase, Takashi Ishimoto, Masaru Furukawa, Manabu Koga               | Japan       | 04:16,7  | 29. Juni 1958      | Los Angeles    |
| 12  | Terry Gathercole, John Monckton, John Devitt, Brian Wilkinson            | Australien  | 04:14,2  | 25. Juli 1958      | Cardiff        |
| 13  | Brian Wilkinson, Terry Gathercole, John Devitt, John Monckton            | Australien  | 04:10,4  | 22. August 1958    | Osaka          |
| 14  | Frank McKinney, Mike Troy, Peter Sintz, Chet Jastremski                  | USA         | 04:09,2  | 24. Juli 1960      | Toledo         |
| 15  | Paul Hait, Steve Clark, David Gillanders, Robert Earl Bennett            | USA         | 04:08,2  | 27. August 1960    | Rom            |
| 16  | Frank McKinney, Paul Hait, Lance Larson, Jeff Farrell                    | USA         | 04:05,4  | 1. September 1960  | Rom            |
| 17  | Lary Schulhof, Tom Stock, Peter Sintz, Chet Jastremski                   | USA         | 04:03,0  | 20. August 1961    | Los Angeles    |
| 18  | Tom Stock, Fred Schmidt, Peter Sintz, Chet Jastremski                    | USA         | 04:01,6  | 12. August 1962    | Cuyahoga Falls |
| 19  | Bill Craig, Richard McGeagh, Walter Richardson, Steve Clark              | USA         | 04:00,1  | 24. August 1963    | Osaka          |
| 20  | Thompson Mann, Bill Craig, Fred Schmidt, Steve Clark                     | USA         | 03:58,4  | 16. Oktober 1964   | Tokio          |
| 21  | Ken Walsh, Ken Merten, Doug Russell, Charles Hickcox                     | USA         | 03:57,2  | 31. August 1967    | Tokio          |
| 22  | Roland Matthes, Egon Henninger, Horst-Günter Gregor, Frank Wiegand       | DDR         | 03:56,5  | 7. November 1967   | Leipzig        |
| 23  | Charles Hickcox, Don McKenzie, Doug Russell, Ken Walsh                   | USA         | 03:54,9  | 26. Oktober 1968   | Mexiko-Stadt   |
| 24  | Roland Matthes, Klaus Katzur, Udo Poser, Lutz Unger                      | DDR         | 03:54,4  | 8. September 1970  | Barcelona      |
| 25  | Mark Spitz, Jerry Heidenreich, Peter Dahlberg, Charles F. Campbell       | USA         | 03:50,4  | 3. September 1971  | Leipzig        |
| 26  | Mike Stamm, Tom Bruce, Mark Spitz, Jerry Heidenreich                     | USA         | 03:48,16 | 4. September 1972  | München        |
| 27  | Chris Woo, Peter Rocca, Joseph Bottom, Jack Babashoff                    | USA         | 03:47,28 | 22. Juli 1976      | Montreal       |
| 28  | John Naber, John Hencken, Matt Vogel, James Montgomery                   | USA         | 03:42,22 | 22. Juli 1976      | Montreal       |
| 29  | Rick Carey, Steve Lundquist, Matt Gribble, Rowdy Gaines                  | USA         | 03:40,84 | 8. August 1982     | Guayaquil      |
| 30  | Rick Carey, Steve Lundquist, Matt Gribble, Rowdy Gaines                  | USA         | 03:40,42 | 22. August 1983    | Caracas        |
| 31  | Rick Carey, Steve Lundquist, Pablo Morales, Rowdy Gaines                 | USA         | 03:39,30 | 4. August 1984     | Los Angeles    |
| 32  | Pablo Morales, John Moffet, Rick Carey, Matt Biondi                      | USA         | 03:38,28 | 18. August 1985    | Tokio          |
| 33  | David Berkoff, Richard Schroeder, Matt Biondi, Christopher Jacobs        | USA         | 03:36,93 | 25. September 1988 | Seoul          |
| 34  | Jeff Rouse, Jeremy Linn, Mark Henderson, Gary Hall junior                | USA         | 03:34,84 | 26. Juli 1996      | Atlanta        |
| 35  | Lenny Krayzelburg, Ed Moses, Ian Crocker, Gary Hall junior               | USA         | 03:33,73 | 23. September 2000 | Sydney         |
| 36  | Aaron Peirsol, Brendan Hansen, Michael Phelps, Jason Lezak               | USA         | 03:33,48 | 29. August 2002    | Yokohama       |
| 37  | Aaron Peirsol, Brendan Hansen, Ian Crocker, Jason Lezak                  | USA         | 03:31,54 | 27. Juli 2003      | Barcelona      |
| 38  | Aaron Peirsol, Brendan Hansen, Ian Crocker, Jason Lezak                  | USA         | 03:30,68 | 21. August 2004    | Athen          |
| 39  | Aaron Peirsol, Brendan Hansen, Michael Phelps, Jason Lezak               | USA         | 03:29.34 | 17. August 2008    | Peking         |
| 40  | Aaron Peirsol, Eric Shanteau, Michael Phelps, David Walters              | USA         | 03:27,28 | 2. August 2009     | Rom            |
| 41  | Ryan Murphy, Michael Andrew Caeleb Dressel, Zach Apple                   | USA         | 03:26,78 | 1. August 2021     | Tokio          |

## Langbahnweltrekorde Frauen
| Nr. | Sportler                                                                 | Nation                 | Zeit     | Datum              | Ort              |
| --- | ------------------------------------------------------------------------ | ---------------------- | -------- | ------------------ | ---------------- |
| 1   | Magda Hunyadfi, Klara Killermann, Éva Székely, Valéria Gyenge            | Ungarn                 | 05:10,8  | 24. Juli 1953      | Budapest         |
| 2   | Magda Hunyadfi, Klara Killermann, Éva Székely, Valéria Gyenge            | Ungarn                 | 05:09,2  | 10. August 1953    | Bukarest         |
| 3   | Judit Temes, Klara Killermann, Mária Littomeritzky, Katalin Szöke        | Ungarn                 | 05:07,8  | 3. August 1954     | Budapest         |
| 4   | Marie-Helene Andre, Francoise Derommeleere, Odette Lusien, Josette Arene | Frankreich             | 05:06,2  | 16. August 1954    | Marseille        |
| 5   | Joke de Korte, Rika Bruins, Mary Kok, Geertje Wielema                    | Niederlande            | 05:02,1  | 27. November 1954  | Rotterdam        |
| 6   | Jopie van Alphen, Rika Bruins, Atie Voorbij, Hetty Balkenende            | Niederlande            | 05:00,1  | 17. Juli 1955      | Paris            |
| 7   | Eva Pajor, Éva Székely, Rypsyma Székely, Katalin Szöke                   | Ungarn                 | 04:57,8  | 3. September 1955  | Budapest         |
| 8   | Lenie de Nijs, Rita Kroon, Atie Voorbij, Greetje Kraan                   | Niederlande            | 04:54,3  | 19. November 1956  | Hilversum        |
| 9   | Joke de Korte, Ada den Haan, Tineke Lagerberg, Cocky Gastelaars          | Niederlande            | 04:53,1  | 8. Dezember 1956   | Zwolle           |
| 10  | Greetje Kraan, Ada den Haan, Atie Voorbij, Cocky Gastelaars              | Niederlande            | 04:57,0  | 18. Mai 1957       | Blackpool        |
| 11  | Judy Grinham, Anita Lonsbrough, Chris Gosden, Diana Wilkinson            | Vereinigtes Königreich | 04:54,0  | 25. Juli 1958      | Cardiff          |
| 12  | Lenie de Nijs, Ada den Haan, Atie Voorbij, Cocky Gastelaars              | Niederlande            | 04:52,9  | 5. September 1958  | Budapest         |
| 13  | Ria van Velsen, Ada den Haan, Tineke Lagerberg, Cocky Gastelaars         | Niederlande            | 04:51,5  | 26. Juli 1959      | Waalwijk         |
| 14  | Carin Cone, Ann Bancroft, Becky Collins, Chris von Saltza                | USA                    | 04:44,6  | 6. September 1959  | Chicago          |
| 15  | Lynn Burke, Patricia Kempner, Carolyn Schuler, Chris von Saltza          | USA                    | 04:41,1  | 9. September 1960  | Rom              |
| 16  | Ingrid Schmidt, Barbara Göbel, Ute Noack, Heidi Pechstein                | DDR                    | 04:40,1  | 23. August 1962    | Leipzig          |
| 17  | Ria van Velsen, Klenie Bimolt, Ada Kok, Erica Terpstra                   | Niederlande            | 04:39,1  | 28. Juni 1964      | Groningen        |
| 18  | Judy Haroun, Claudia Kolb, Donna de Varona, Pokey Watson                 | USA                    | 04:38,1  | 4. Juli 1964       | Los Altos        |
| 19  | Cathy Ferguson, Cynthia Goyette, Kathy Ellis, Martha Randall             | USA                    | 04:34,6  | 28. September 1964 | Los Angeles      |
| 20  | Cathy Ferguson, Cynthia Goyette, Sharon Stouder, Kathy Ellis             | USA                    | 04:33,9  | 18. Oktober 1964   | Tokio            |
| 21  | Kendis Moore, Catherine Ball, Ellie Daniel, Wendy Fordyce                | USA                    | 04:30,0  | 30. Juli 1967      | Winnipeg         |
| 22  | Kaye Hall, Catherine Ball, Ellie Daniel, Susan Pedersen                  | USA                    | 04:28,1  | 14. September 1968 | Colorado Springs |
| 23  | Sue Atwood, Kim Brecht, Alice Jones, Cindy Schilling                     | USA                    | 04:27,4  | 1. September 1970  | Tokio            |
| 24  | Claudia Clevenger, Sue Atwood, Ellie Daniel, Linda Johnson               | USA                    | 04:27,3  | 11. September 1971 | Minsk            |
| 25  | Lynn Vidali, Jane Barkman, Susie Atwood, Ellie Daniel                    | USA                    | 04:25,34 | 18. August 1972    | Knoxville        |
| 26  | Melissa Belote, Catherine Carr, Deena Deardurff, Sandy Neilson           | USA                    | 04:20,75 | 3. September 1972  | München          |
| 27  | Ulrike Richter, Renate Vogel, Rosemarie Kother, Kornelia Ender           | DDR                    | 04:16,84 | 4. September 1973  | Belgrad          |
| 28  | Ulrike Richter, Renate Vogel, Rosemarie Kother, Kornelia Ender           | DDR                    | 04:13,78 | 24. August 1974    | Wien             |
| 29  | Monika Seltmann, Carola Nitschke, Andrea Pollack, Barbara Krause         | DDR                    | 04:13,41 | 5. Juni 1976       | Berlin           |
| 30  | Ulrike Richter, Hannelore Anke, Andrea Pollack, Kornelia Ender           | DDR                    | 04:07,95 | 18. Juli 1976      | Montreal         |
| 31  | Rica Reinisch, Ute Geweniger, Andrea Pollack, Caren Metschuck            | DDR                    | 04:06,67 | 20. Juli 1980      | Moskau           |
| 32  | Kristin Otto, Ute Geweniger, Ines Geißler, Birgit Meineke                | DDR                    | 04:05,88 | 6. August 1982     | Guayaquil        |
| 33  | Ina Kleber, Ute Geweniger, Ines Geißler, Birgit Meineke                  | DDR                    | 04:05,79 | 26. August 1983    | Rom              |
| 34  | Ina Kleber, Sylvia Gerasch, Ines Geißler, Birgit Meineke                 | DDR                    | 04:03,69 | 24. August 1984    | Moskau           |
| 35  | Lea Loveless, Anita Nall, Crissy Ahmann-Leighton, Jenny Thompson         | USA                    | 04:02,54 | 30. Juli 1992      | Barcelona        |
| 36  | He Cihong, Dai Guohong, Liu Limin, Le Jingyi                             | Volksrepublik China    | 04:01,67 | 10. September 1994 | Rom              |
| 37  | Barbara Bedford, Megan Quann, Jenny Thompson, Dara Torres                | USA                    | 03:58,30 | 23. September 2000 | Sydney           |
| 38  | Giaan Rooney, Leisel Jones, Petria Thomas, Jodie Henry                   | Australien             | 03:57,32 | 21. August 2004    | Athen            |
| 39  | Sophie Edington, Leisel Jones, Jessicah Schipper, Lisbeth Lenton         | Australien             | 03:56,30 | 21. März 2006      | Melbourne        |
| 40  | Emily Seebohm, Leisel Jones, Jessicah Schipper, Lisbeth Lenton           | Australien             | 03:55,74 | 31. März 2007      | Melbourne        |
| 41  | Emily Seebohm, Leisel Jones, Jessicah Schipper, Lisbeth Lenton           | Australien             | 03:52.69 | 17. August 2008    | Peking           |
| 42  | Zhao Jing, Chen Huijia, Jiao Liuyang, Li Zhesi                           | Volksrepublik China    | 03:52.19 | 1. August 2009     | Rom              |
| 43  | Missy Franklin, Rebecca Soni, Dana Vollmer, Allison Schmitt              | USA                    | 03:52,05 | 4. August 2012     | London           |
| 44  | Kathleen Baker, Lilly King, Kelsi Worrell, Simone Manuel                 | USA                    | 03:51,55 | 30. Juli 2017      | Budapest         |
| 45  | Regan Smith, Lilly King, Kelsi Dahlia, Simone Manuel                     | USA                    | 03:50,40 | 28. Juli 2019      | Gwangju          |
| 46  | Regan Smith, Lilly King, Gretchen Walsh, Torri Huske                     | USA                    | 03:49,63 | 4. August 2024     | Paris            |
| 47  | Regan Smith, Kate Douglass, Gretchen Walsh, Torri Huske                  | USA                    | 03:49,34 | 3. August 2025     | Singapur         |

## Langbahnweltrekorde Mixed
| Nr. | Sportler                                                                    | Nation                 | Zeit     | Datum           | Ort      |
| --- | --------------------------------------------------------------------------- | ---------------------- | -------- | --------------- | -------- |
| 1   | Ashley Delaney, Daniel Tranter, Alicia Coutts, Emma McKeon                  | Australien             | 03:46,52 | 31. Januar 2014 | Perth    |
| 2   | Chris Walker-Hebborn, Adam Peaty, Jemma Lowe, Francesca Halsall             | Vereinigtes Königreich | 03:44,02 | 19. August 2014 | Berlin   |
| 3   | Ryan Murphy, Kevin Cordes, Kendyl Stewart, Lia Neal                         | USA                    | 03:42,33 | 5. August 2015  | Kasan    |
| 4   | Chris Walker-Hebborn, Adam Peaty, Siobhan-Marie O’Connor, Francesca Halsall | Vereinigtes Königreich | 03:41,71 | 5. August 2015  | Kasan    |
| 5   | Ryan Murphy, Kevin Cordes, Kelsi Worrell, Mallory Comerford                 | USA                    | 03:40,28 | 26. Juli 2017   | Budapest |
| 6   | Matt Grevers, Lilly King, Caeleb Dressel, Simone Manuel                     | USA                    | 03:38,56 | 26. Juli 2017   | Budapest |
| 7   | Kathleen Dawson, Adam Peaty, James Guy, Anna Hopkin                         | Vereinigtes Königreich | 03:37,58 | 31. Juli 2021   | Tokio    |
| 8   | Ryan Murphy, Nic Fink Gretchen Walsh, Torri Huske                           | USA                    | 03:37,43 | 3. August 2024  | Paris    |

## Kurzbahnweltrekorde Männer
| Nr. | Sportler                                                                   | Nation          | Zeit     | Datum              | Ort              |
| --- | -------------------------------------------------------------------------- | --------------- | -------- | ------------------ | ---------------- |
| 1   | Aaron Peirsol, Brendan Hansen, Ian Crocker, Jason Lezak                    | USA             | 03:25,09 | 11. September 2004 | Indianapolis     |
| 2   | Stanislaw Donez, Sergei Geibel, Jewgeni Korotyschkin, Alexander Suchorukow | Russland        | 03:24,29 | 13. April 2008     | Manchester       |
| 3   | Jake Tapp, Joe Bartoch, Paul Kornfeld, Brent Hayden                        | Kanada          | 03:23,33 | 9. August 2009     | Leeds            |
| 4   | Nick Thoman, Mark Gangloff, Michael Phelps, Nathan Adrian                  | USA             | 03:20,71 | 18. Dezember 2009  | Manchester       |
| 5   | Stanislaw Donez, Sergei Geibel, Jewgeni Korotyschkin, Danila Isotow        | Russland        | 03:19,16 | 20. Dezember 2009  | Sankt Petersburg |
| 6   | Isaac Cooper, Joshua Yong, Matthew Temple, Kyle Chalmers                   | Australien      | 03:18,98 | 18. Dezember 2022  | Melbourne        |
| 6   | Ryan Murphy, Nic Fink, Trenton Julian, Kieran Smith                        | USA             | 03:18,98 | 18. Dezember 2022  | Melbourne        |
| 7   | Miron Lifinzew, Kirill Prigoda, Andrei Minakov, Egor Kornev                | Neutral Athlets | 03:18,68 | 15. Dezember 2024  | Budapest         |

(Diese Liste ist noch unvollständig)

## Kurzbahnweltrekorde Frauen
| Nr. | Sportler                                                          | Nation     | Zeit     | Datum             | Ort          |
| --- | ----------------------------------------------------------------- | ---------- | -------- | ----------------- | ------------ |
| 1   | Tayliah Zimmer, Jade Edmistone, Jessicah Schipper, Lisbeth Lenton | Australien | 03:51,84 | 7. April 2006     | Shanghai     |
| 2   | Margaret Hoelzer, Jessica Hardy, Rachel Komisarz, Kara Denby      | USA        | 03:51,36 | 11. April 2008    | Manchester   |
| 3   | Katie Murdoch, Annamay Pierse, Audrey Lacroix, Victoria Poon      | Kanada     | 03:49,45 | 9. August 2009    | Leeds        |
| 4   | Margaret Hoelzer, Jessica Hardy, Dana Vollmer, Amanda Weir        | USA        | 03:47,97 | 18. Dezember 2009 | Manchester   |
| 5   | Natalie Coughlin, Rebecca Soni, Dana Vollmer, Missy Franklin      | USA        | 03:45,56 | 16. Dezember 2011 | Atlanta      |
| 6   | Courtney Bartholomew, Katie Meili, Kelsi Worrell, Simone Manuel   | USA        | 03:45,20 | 11. Dezember 2015 | Indianapolis |
| 7   | Olivia Smoliga, Lilly King, Kelsi Dahlia, Erika Brown             | USA        | 03:44,52 | 21. November 2020 | Budapest     |
| 8   | Claire Curzan, Lilly King, Torri Huske, Kate Douglass             | USA        | 03:44,35 | 18. Dezember 2022 | Melbourne    |
| 9   | Regan Smith (WR), Lilly King, Gretchen Walsh, Kate Douglass       | USA        | 03:40,41 | 15. Dezember 2024 | Budapest     |

(Diese Liste ist noch unvollständig)

## Kurzbahnweltrekorde Mixed
| Nr. | Sportler                                                       | Nation           | Zeit     | Datum             | Ort      |
| --- | -------------------------------------------------------------- | ---------------- | -------- | ----------------- | -------- |
| 1   | Miron Lifinzew, Kirill Prigoda, Arina Surkova, Darja Klepikowa | Neutral Athletes | 03:30,47 | 14. Dezember 2024 | Budapest |